# Ürümqi
Ürümqi (ujgurski: ئۈرۈمچى Ürümçi; kineski: 乌鲁木齐,pinyin: Wūlǔmùqí), nekad poznat kao Tihwa (kineski: 迪化, pinyin: Díhuà), je glavni grad kineske pokrajine Xinjiang koja se nalazi na sjeverozapadu Kine. 
Prije 2.000 godina Urumqi je bio važan grad na sjevernom pravcu Puta svile, a od kineske dinastije T'ang se razvio kao vodeće trgovačko i kulturno središte šire regije.

## Zemljopisne odlike
Ürümqi je drugi po veličini grad u sjeverozapadnoj unutrašnjosti Kine, ali i najveći u cijeloj Središnjoj Aziji. Nalazi se blizu geografskog središta Azije, te je prema Guinnessovoj knjizi rekorda najudaljeniji grad od bilo kojeg mora na svijetu. 
Urumqi je najveći grad na rijetko naseljenom zapadu Kine, te u široj okolici nema tako velikog grada (s preko milijun stanovnika). Smješten je na južnom rubu doline Džungarije u podnožju planine Tian Shan. Unutar grada se nalazi brdo nazvano Hong Shan (Crvena planina). U blizini grada na Tian Shanu se nalazi ledenjak koji je izvor male rijeke Urumqi.
Klima je stepska s vrlo malom količinom padalina (zbog velike udaljenosti od mora oblaci ne mogu doći do srednje Azije). Vrlo su velike godišnje razlike temperature (ljeti dolazi preko +30 oC, a zimi do -18 oC). Velike temperaturne razlike su posljedica vedrog vremena bez oblaka (dolina Džungarija se ljeti jako zagrije, a zimi ohladi, a bez oblaka je jako zagrijavanje i hlađenje površine).

## Povijest
Kineski car Taizong iz dinastije T'ang je 648. godine osnovao grad Luntai na sjevernom ogranku Puta svile. Nalazio se u južnom predgrađu današnjeg Urumqija. Bio je sjedište lokalne vlade i centar za skupljanje poreza na Putu svile. Nakon što je dinastija T'ang napustila „Zapadne krajeve” ovo područje zauzimaju turkijski narodi, uglavnom Ujguri i naposljetku mongolski narod Džungari.
O kasnijoj povijesti tog prostora nema mnogo podataka, sve do 1755. godine kad je car Qianlong iz dinastije Qing zauzeo dolinu Džungariju (na čijem južnom rubu se nalazi Urumqi) i gotovo istrijebio mongolsko pleme Džungare. God. 1763. je car Qianlong stari grad Luntai nazvao Dihua. God. 1884. je car Guangxu osnovao pokrajinu Xinjiang, a Dihua je postao njezin glavni grad.
Nakon dolaska komunističke vlasti je 1954. grad Dihua preimenovan u Urumqi. Grad s vremenom sve više raste i u njega doseljava mnogo etničkih Han Kineza. Od 1990. se s brzim gospodarskim rastom Kine i Urumqi gospodarski jače razvija kao najveći centar zapadne Kine. U gradu nastaju moderne poslovne zgrade i širi se poslovni centar.
U srpnju 2009. je u gradu došlo do pobune Ujgura, muslimanskog naroda koji živi u Xinjiangu i traži veća prava. Neredi su bili jako nasilni. Najprije su se ujgurski pobunjenici sukobili s policijom i na ulicama ubijali nasumične civile, Han Kineze. Potom su tri dana Han osvetnici napadali i ubijali Ujgure. Prema službenim podacima, većina od 197 ubijenih su bili Han Kinezi, no Ujguri to demantiraju.

## Znamenitosti
Najveća turistička znamenitost je Središnja tržnica (Veliki bazar) na Južnoj Jiefang ulici (解放南路). To je tradicionalna islamska tržnica s ponudom svakovrsne robe. U središtu grada je park Hong Shan koji uključuje brdo Hong Shan (Crvena planina) na kojem se nalazi budistička pagoda. Značajan je i Muzej puta svile.
„Slikovito područje Nebeskog jezera” (天池 Tiānchí) je popularni park s nekim od najslavnijih planinskih krajolika u Kini; nalazi se 45 km jugoistočno i dva sata vožnje od grada u planinama Tanšana, distrikt Dabancheng.

## Uprava
Ürümqi se trenutno sastoji od 8 upravnih jedinica, i to 7 distrikta i 1 okruga:
| Zemljovid                                                                                   | Zemljovid  | Zemljovid     | Zemljovid        | Zemljovid             | Zemljovid                  | Zemljovid      | Zemljovid      |
| ------------------------------------------------------------------------------------------- | ---------- | ------------- | ---------------- | --------------------- | -------------------------- | -------------- | -------------- |
| 1 Saybag 2 Shuimogou 3 Dabancheng ※ Midong Ürümqi okrug 1. Tianshan 2. Xinshi 3. Toutunhe ※ |            |               |                  |                       |                            |                |                |
| Naziv                                                                                       | Kineski    | Pinyin        | Ujgurski         | Ujgurska romanizacija | Stanovništvo (Popis 2010.) | Površina (km2) | Gustoća (/km2) |
| Uže gradsko područje                                                                        |            |               |                  |                       |                            |                |                |
| Tianshan, Ürümqi                                                                            | 天山区     | Tiānshān Qū   | تەڭرىتاغ رايونى  | Tengritagh Rayoni     | 696.277                    | 171            | 4071,79        |
| Saybag                                                                                      | 沙依巴克区 | Shāyībākè Qū  | سايباغ رايونى    | Saybagh Rayoni        | 664.716                    | 422            | 1575,15        |
| Xinshi                                                                                      | 新市区     | Xīnshì Qū     | يېڭىشەھەر رايونى | Yëngisheher Rayoni    | 730.307                    | 143            | 5107,04        |
| Shuimogou                                                                                   | 水磨沟区   | Shuǐmògōu Qū  | شۇيموگۇ رايونى   | Shuymogu Rayoni       | 390.943                    | 92             | 4249,38        |
| Predgrađa                                                                                   |            |               |                  |                       |                            |                |                |
| Toutunhe District                                                                           | 头屯河区   | Tóutúnhé Qū   | تۇدۇڭخابا رايونى | Tudungxaba Rayoni     | 172.796                    | 276            | 626,07         |
| Dabancheng                                                                                  | 达坂城区   | Dábǎnchéng Qū | داۋانچىڭ رايونى  | Dawanching Rayoni     | 40.657                     | 5.188          | 7,83           |
| Midong                                                                                      | 米东区     | Mǐdōng Qū     | مىدوڭ رايونى     | Midong Rayoni         | 333.676                    | 3.594          | 92,84          |
| Seoska područja                                                                             |            |               |                  |                       |                            |                |                |
| Ürümqi okrug                                                                                | 乌鲁木齐县 | Wūlǔmùqí Xiàn | ئۈرۈمچى ناھىيىسى | Ürümchi Nahiyisi      | 83.187                     | 4.332          | 19,20          |

## Stanovništvo
U samom gradu Ürümqiju 1880-ih bilo je 39.000 ljudi, a početkom 20. stoljeća 50.000 ljudi, uglavnom Ujgura (tada zvanim Turkis). No, u doba Narodne Republike Kine pokrenut je aktivan program za preseljenje Han populacije u Xinjiang. Tako je već 1960. god. u Ürümqiju bilo je 76.496 Ujgura i 477.321 Han Kineza.
Većina stanovnika (75%) su etnički Kinezi koji pripadaju dominantnom kineskom narodu Han. Oko 13% stanovništva čine Ujguri, muslimanski narod turskog porijekla, a 9% čine pripadnici muslimanskog naroda Huej (Hui). Postoje i etničke grupe Kazaha i Kirgiza.
Prema popisu iz 2000. godine Ürümqi je imao 2.081.834, a već 2010. 3.112.559 stanovnika; dio povećanja je zbog promjena granica jer je grad Miquan pripojen distriktu Midong i postao je dio Ürümqija 2007.
| 1950.   | 1960.   | 1970.   | 1980.   | 1990.     | 2000.     | 2010.     | 2015. (proc.) | 2017.     |
| ------- | ------- | ------- | ------- | --------- | --------- | --------- | ------------- | --------- |
| 102.000 | 296.000 | 581.000 | 881.000 | 1.076.877 | 2.081.834 | 3.112.559 | 3.550.000     | 3.575.000 |

## Gospodarstvo
Najvažnije industrije u Urumqiju su petrokemijska, industrija tekstila i željeza i čelika. Isto tako, u regiji Urumqi energija vjetra ukroćena je s najvećom vjetroelektranom u Kini.
Prema studiji iz 2014., Ürümqi je imao bruto domaći proizvod od 59,6 milijardi američkih dolara u paritetu kupovne moći. Na ljestvici ekonomski najsnažnijih velegradskih regija širom svijeta grad je zauzimao 199. mjesto. BDP po glavi stanovnika iznosio je 22.590 USD. U gradu je bilo 1,2 milijuna radnika. Od 2009. do 2014. godine BDP po stanovniku je rastao vrlo brzo, oko 11%.

## Promet
Zračna luka Urumqi Diwopu se nalazi oko 17 km od centra grada na sjeverozapadu. Povezuje Urumqi preko 700 letova tjedno s 53 odredišta unutar Kine, kao i s 14 međunarodnih destinacija, uključujući Taškent, Novosibirsk, Moskvom, Islamabad, Almaty i Biškek.
Od 25. listopada 2018., linija 1 podzemne željeznice Urumqi povezuje zračnu luku s centrom grada. Put dužine 16,56 km ima 12 postaja. Željeznička pruga Peking-Almaty (Kazahstan) prolazi kroz Ürümqi.

## Gradovi prijatelji
| - Almaty Kazahstan - Biškek Kirgistan - Čeljabinsk Rusija - Dušanbe Tadžikistan - Klang Malezija | - Malaybalay Filipini - Mašhad Iran - Osan Južna Koreja - Peshawar Pakistan - Salt Lake City SAD |

## Vanjske poveznice
- Ürümqi na portalu Encyclopædia Britannica (engl.)
- Službene stranice grada  Arhivirana inačica izvorne stranice od 13. svibnja 2020. (Wayback Machine) (engl.)